# Lucas Papademos
Lucas Papademos (tiếng Hy Lạp: Λουκάς Παπαδήμος, phát âm tiếng Hy Lạp: [luˈkas papaˈðimos], Loukas Papadimos; sinh ngày 11 tháng 10 năm 1947) là một nhà kinh tế Hy Lạp, người đã giữ chức Thủ tướng Chính phủ Hy Lạp kể từ ngày 11 tháng 11 năm 2011. Trước đó, ông đã giữ chức Thống đốc Ngân hàng của Hy Lạp 1994-2002 và Phó Chủ tịch Ngân hàng Trung ương châu Âu 2002-2010. Ông cũng là giáo sư thỉnh giảng của chính sách công tại Trường Kennedy chính quyền tại Đại học Harvard và Uỷ viên cao cấp tại Trung tâm Nghiên cứu tài chính tại Đại học Frankfurt. 

## Giáo dục và sự nghiệp
Sinh ra tại Athens, Papademos đã học tại Viện Công nghệ Massachusetts (MIT), tốt ghiệp ngành vật lý vào năm 1970, nhận bằng thạc sĩ kỹ sư điện vào năm 1972, và tiến sĩ kinh tế vào năm 1978.
Ông đã theo sự nghiệp học thuật tại Đại học Columbia, nơi ông giảng dạy kinh tế từ năm 1975 đến năm 1984, và sau đó tại Đại học Athens 1988-1993.
Ông đã giữ cương vị nhà kinh tế cao cấp tại Ngân hàng Dự trữ Liên bang Boston vào năm 1980. Ông gia nhập Ngân hàng của Hy Lạp trong năm 1985 với chức danh chánh kinh tế, sau đó thăng chức Phó Thống đốc vào năm 1993 và Thống đốc năm 1994. Trong suốt thời gian của mình như là Thống đốc ngân hàng quốc gia, Papademos đã tham gia trong quá trình chuyển đổi đồng tiền Hy Lạp từ drachma sang đồng euro là tiền tệ quốc gia.
Sau khi rời Ngân hàng của Hy Lạp trong năm 2002, Papademos đã trở thành Phó Chủ tịch Jean-Claude Trichet tại Ngân hàng Trung ương châu Âu 2002-2010. Trong năm 2010, ông rời vị trí để phục vụ như là cố vấn cho Thủ tướng George Papandreou.
Ông đã làm một thành viên của Ủy ban ba bên kể từ năm 1998. 
Ông là thành viên của Viện Hàn lâm Athens. Ông đã xuất bản nhiều bài báo trong các lĩnh vực lý thuyết kinh tế vĩ mô, cấu trúc và chức năng của thị trường tài chính, phân tích tiền tệ và chính sách cũng như về các chủ đề liên quan đến hoạt động kinh tế, ổn định tài chính. chính sách kinh tế trong Liên minh châu Âu (EU). Ông cũng đã cung cấp địa chỉ về cuộc khủng hoảng nợ Hy Lạp. 